# Hannonia hesperidum
Hannonia es un género monotípico de plantas herbáceas, perennes y bulbosas perteneciente a la familia Amaryllidaceae y originario de Marruecos. La única especie del género es Hannonia hesperidum Braun-Blanq. & Maire.

## Taxonomía
Hannonia hesperidum fue descrita por Braun-Blanq. & Maire y publicado en Bulletin de la Société d'Histoire Naturelle de l'Afrique du Nord 22: 104, en el año 1931.